# Amazona martinicana
Amazona martinicana е изчезнал вид птица от семейство Папагалови (Psittacidae). Обитавал е Мартиника.

## Разпространение
Видът е разпространен в Мартиника.